# Episodi di Haters Back Off (seconda stagione)
La seconda e ultima stagione della serie televisiva Haters Back Off, composta da 8 episodi, è stata interamente pubblicata dal servizio on demand Netflix il 20 ottobre 2017, in tutti i territori in cui il servizio è disponibile.
| nº | Titolo originale            | Titolo italiano              | Pubblicazione   |
| -- | --------------------------- | ---------------------------- | --------------- |
| 1  | im gunnna be an legend      | Sarò una leggenda            | 20 ottobre 2017 |
| 2  | Getting Condomsated 4 My Ad | Condensata per la pubblicità | 20 ottobre 2017 |
| 3  | Exposing My Impostr         | Smascheriamo l'impostora     | 20 ottobre 2017 |
| 4  | Modelling at the Hospital   | Modella all'ospedale         | 20 ottobre 2017 |
| 5  | my 1rst bae                 | Il mio primo amore           | 20 ottobre 2017 |
| 6  | makeen the news             | Ho fatto notizia             | 20 ottobre 2017 |
| 7  | my theem park               | Il mio parco divertimenti    | 20 ottobre 2017 |
| 8  | broadway or buts            | Broadway senza se e senza ma | 20 ottobre 2017 |